# ليام مكهيل
ليام مكهيل (بالإنجليزية: Liam McHale)‏ هو لاعب كرة القدم الغالية أيرلندي، ولد في 1965 في Ballina, County Mayo ‏ في جمهورية أيرلندا.